# Gymnasium Bad Zwischenahn-Edewecht
Das Gymnasium Bad Zwischenahn-Edewecht (GZE) ist das einzige Gymnasium der ammerländischen Nachbargemeinden Bad Zwischenahn und Edewecht, die unmittelbar an die kreisfreie Stadt Oldenburg angrenzen.

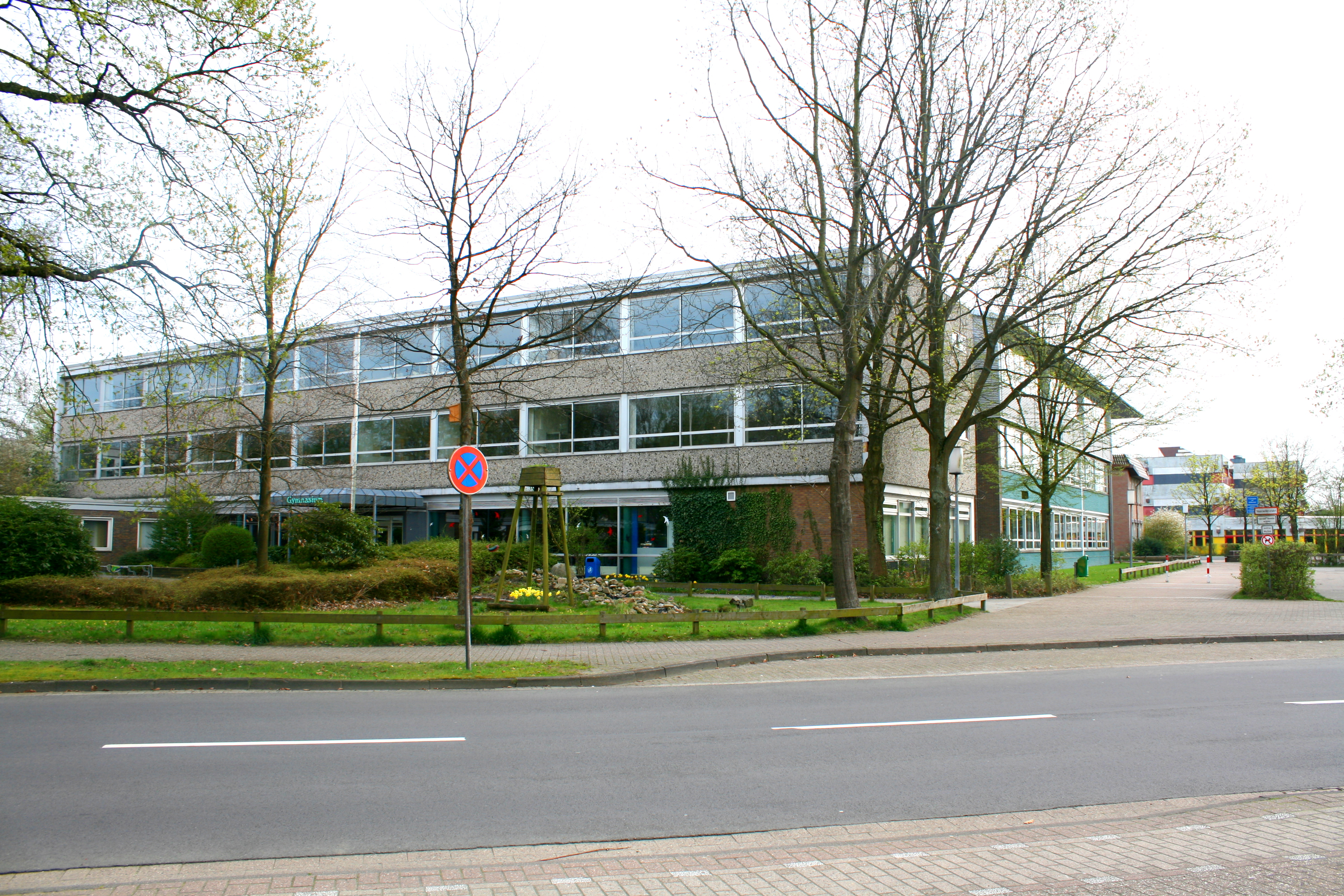
Standort Bad Zwischenahn des Gymnasiums Bad Zwischenahn-Edewecht

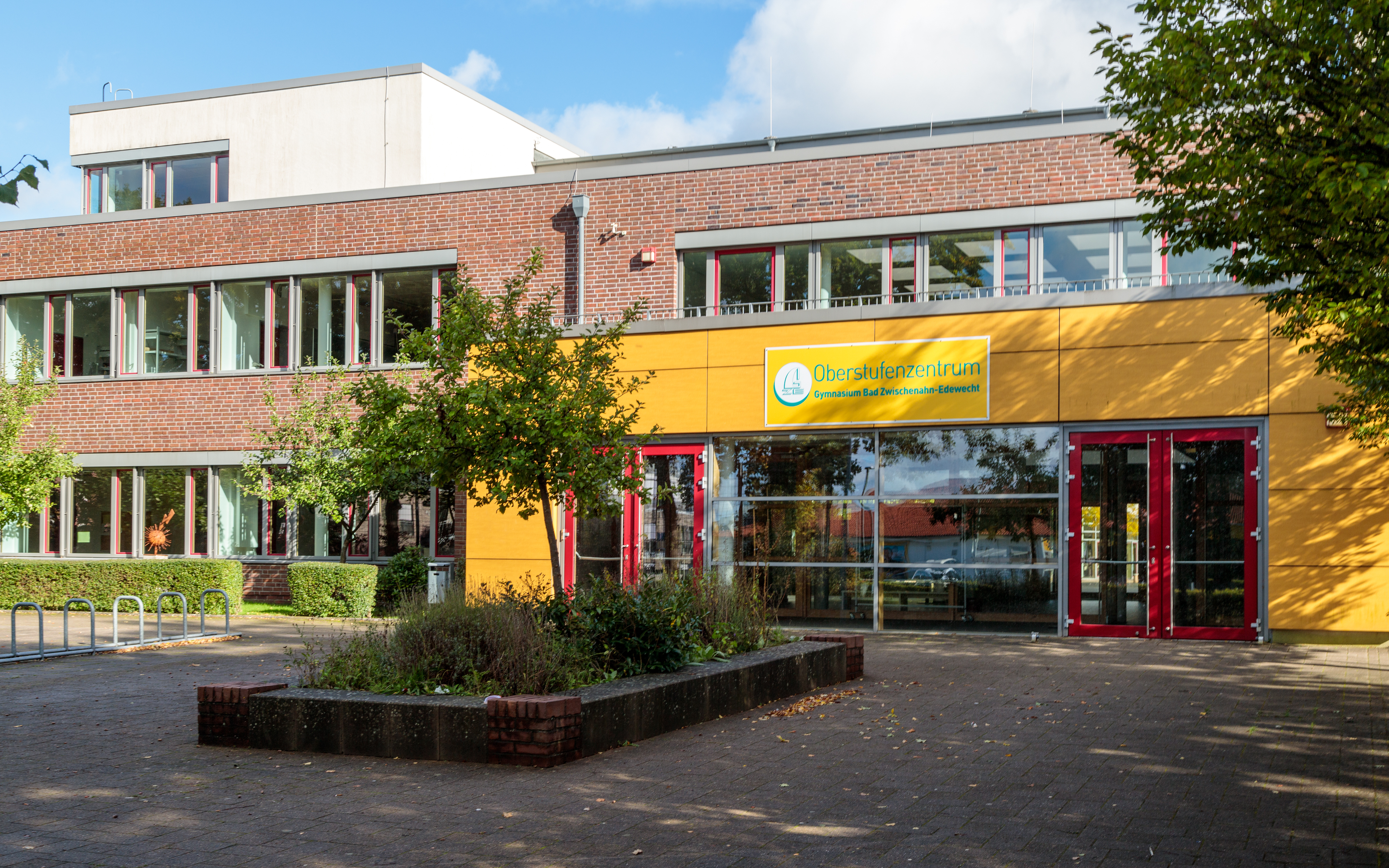
Eingang Reidamm des Oberstufenzentrums des Gymnasiums Bad Zwischenahn-Edewecht

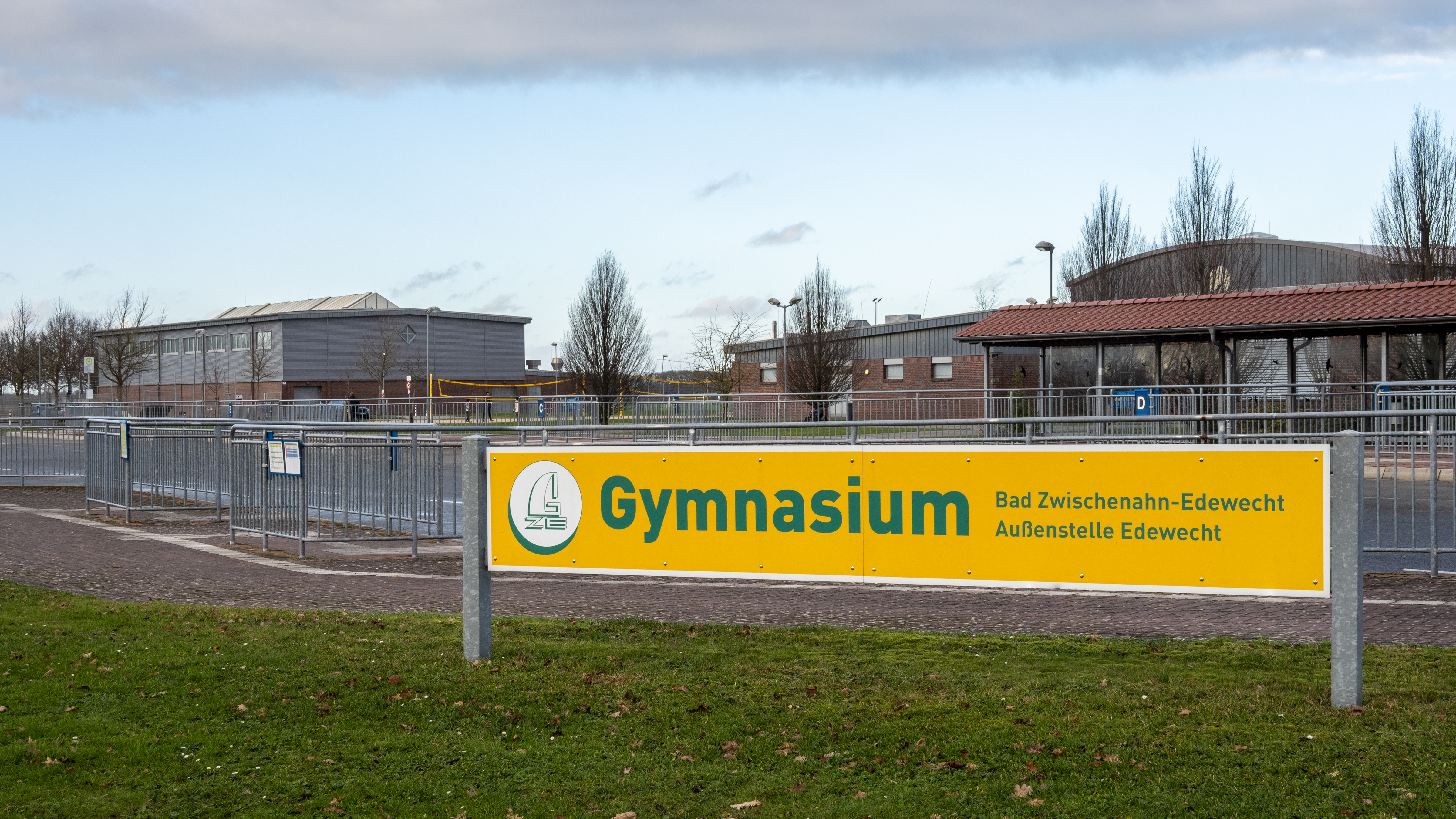
Außenstelle Edewecht mit Sporthalle

## Geschichte und Profil
Das Gymnasium wurde 1948 ursprünglich als Privatschule von Bürgern Bad Zwischenahns gegründet. Heute ist die Gemeinde Bad Zwischenahn der Schulträger. 2008 kam die Außenstelle in Edewecht hinzu, in der allerdings nur Unterricht für die Sekundarstufe I angeboten wird. Seit 1993 pflegt die Schule eine Bildungspartnerschaft mit Tamiga in Burkina-Faso, die mit dem Bau einer Schule sowie von Brunnen zur Wasserversorgung dem Ziel dient, Entwicklungshilfe zu leisten wie auch die Völkerverständigung zu fördern.
Der Standort Bad Zwischenahn befindet sich in der Humboldtstraße 1 in Bad Zwischenahn, während die rund acht Kilometer entfernte Außenstelle Edewecht ihre Adresse im Göhlenweg 3 in Edewecht hat. Das Gymnasium wird von rund 1400 Schülerinnen und Schülern besucht, die von etwa 130 Lehrkräften betreut werden. Das Gymnasium arbeitet nach den Leitlinien der UNESCO-Projektschulen, in deren Kreis es 2011 auch offiziell aufgenommen wurde. Zudem besitzt es seit 2002 die Anerkennung als Umweltschule in Europa.
Schuldirektor ist seit 2024 Niels Lange.

## Bekannte Schüler
- Johann Hinrichs (* 1934), CDU-Politiker
- Susanne Menge (* 1960), Politikerin von Bündnis 90/Die Grünen
- Eva Högl (* 1969), SPD-Politikerin
- Michael Ramsauer (* 1970), Kunstmaler